# 萨加莫尔大桥
萨加莫尔大桥（英語：Sagamore Bridge）是美国麻薩諸塞州的6号美国国道跨过鳕鱼角运河的桥梁，连接鳕鱼角与大陆。
在相对较高的风速（70英里每小時（110每小時）或以上）下，桥梁会因恶劣的天气而关闭。